# سوفي ووماك
سوفي ووماك (بالإنجليزية: Sophie Womack)‏ هي طبيبة أمريكية، ولدت في 29 أغسطس 1954، وتوفيت في 17 فبراير 2008.